# Łaziec indyjski
Łaziec indyjski, łaziec (Anabas testudineus) – gatunek drapieżnej ryby z rodziny błędnikowatych (Anabantidae).
Długość ciała wynosi do 25 cm, zamieszkuje wody słodkie południowej Azji. Może wędrować lądem przy użyciu ogona, wspierając ciało na płetwach parzystych (piersiowych i brzusznych) oraz rozstawionych pokrywach skrzelowych.
Łaziec indyjski potrafi przetrwać na lądzie bez wody przez 6 dni, a w błocie lub wysychającym potoku może przetrwać okres nawet do sześciu miesięcy.